# Drżące ciało
Drżące ciało (hiszp. Carne trémula) – hiszpańsko-francuski film w reżyserii Pedra Almodóvara, którego premiera odbyła się w 1997 roku. Fabuła filmu oparta została luźno na powieści Live Flesh (1986) autorstwa Brytyjki Ruth Rendell.

## Fabuła
Victor odwiedza Elenę w jej mieszkaniu. Dziewczyna wpuściła go przypadkowo, przekonana, że to diler narkotyków. Na dźwięki szamotaniny sąsiedzi wzywają policję. W wyniku awantury jeden z policjantów zostaje postrzelony i ciężko ranny, a Victor trafia do więzienia. Gdy chłopak wychodzi po 6 latach, losy jego, policjantów i Eleny ponownie splatają się ze sobą.

## Obsada
- Javier Bardem – David
- Francesca Neri – Elena
- Liberto Rabal – Víctor Plaza
- Ángela Molina – Clara
- José Sancho – Sancho
- Penélope Cruz – Isabel
- Pilar Bardem – Dońa Centro
- Álex Angulo – kierowca autobusu
- Mariola Fuentes – Clementina
- Josep Molins – Josep
- Daniel Lanchas – kierowca
- Antonio Henares – koszykarz (niewymieniony w czołówce)
- Yael Be – dziewczyna
- Diego de Paz – koszykarz (niewymieniony w czołówce)
- Matías Prats – głos (niewymieniony w czołówce)
- Emilio Rodríguez – koszykarz (niewymieniony w czołówce)

## Nagrody
1998
- Goya: kategoria Mejor actor de reparto (najlepszy aktor drugoplanowy) – José Sancho; nominacje: Mejor actor principal (najlepszy aktor pierwszoplanowy) – Javier Bardem, Mejor actriz de reparto (najlepsza aktorka drugoplanowa) – Ángela Molina[3]